# Servofrè

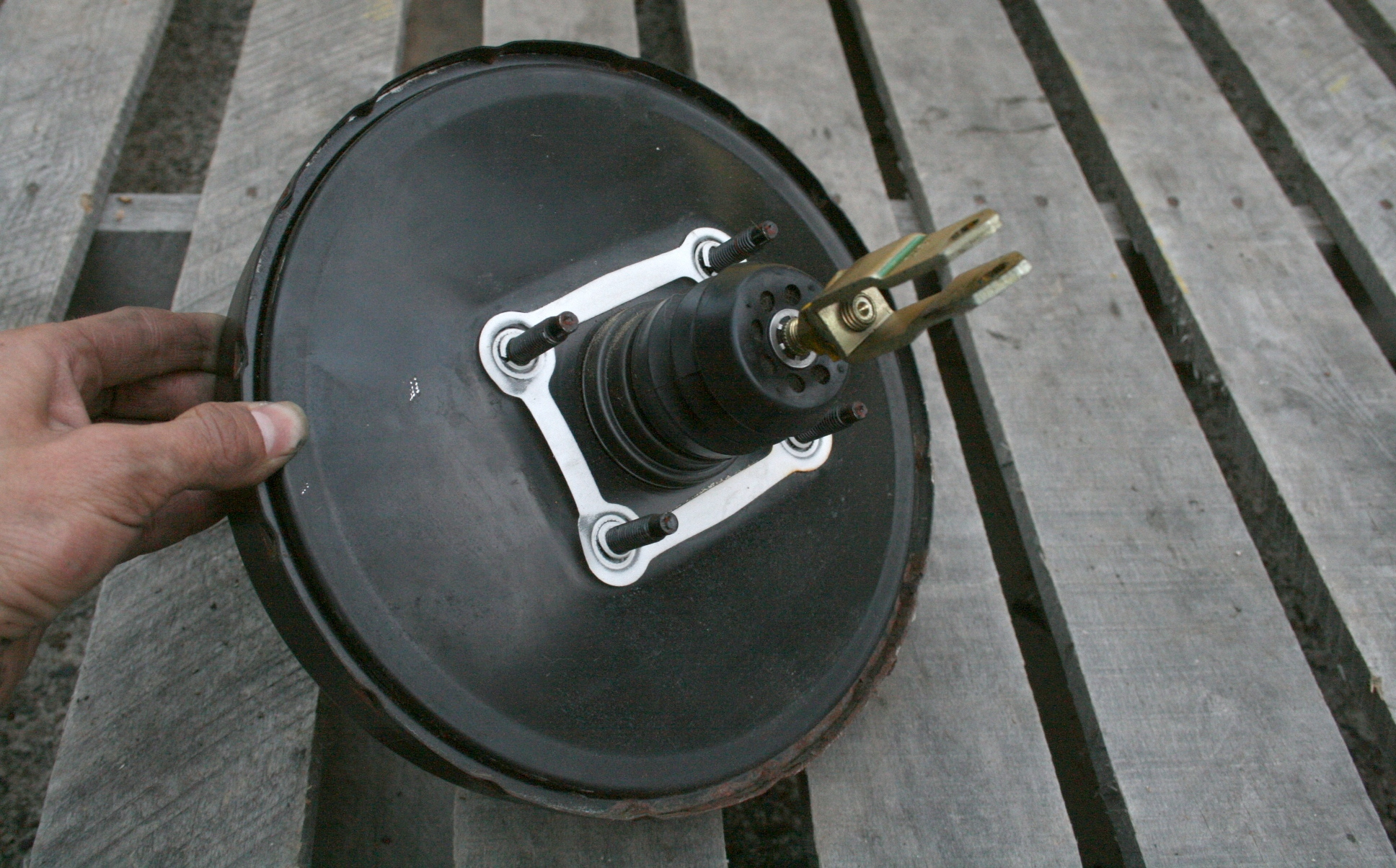
Servofrè de buit d'un automòbil.

El servofrè (paraula composta per l'arrel llatina servus, serf i la paraula fre) es refereix als mecanismes o sistemes de mecanismes que serveixen per minimitzar l'esforç humà que cal fer sobre el comandament de fre d'un vehicle per aturar-lo.
Normalment en els automòbils el comandament del fre sol ser un pedal, que al principi del segle XX accionava els frens mecànicament a través de palanques i varetes, que obligava al conductor a fer un gran esforç amb el peu si el vehicle era molt pesat. Això va motivar el naixement de diversos sistemes que minimitzaven aquest esforç, com els sistemes de fre hidràulic, pneumàtic i elèctric permetent frenar els vehicles amb més comoditat per al conductor.

## Servofrè de buit

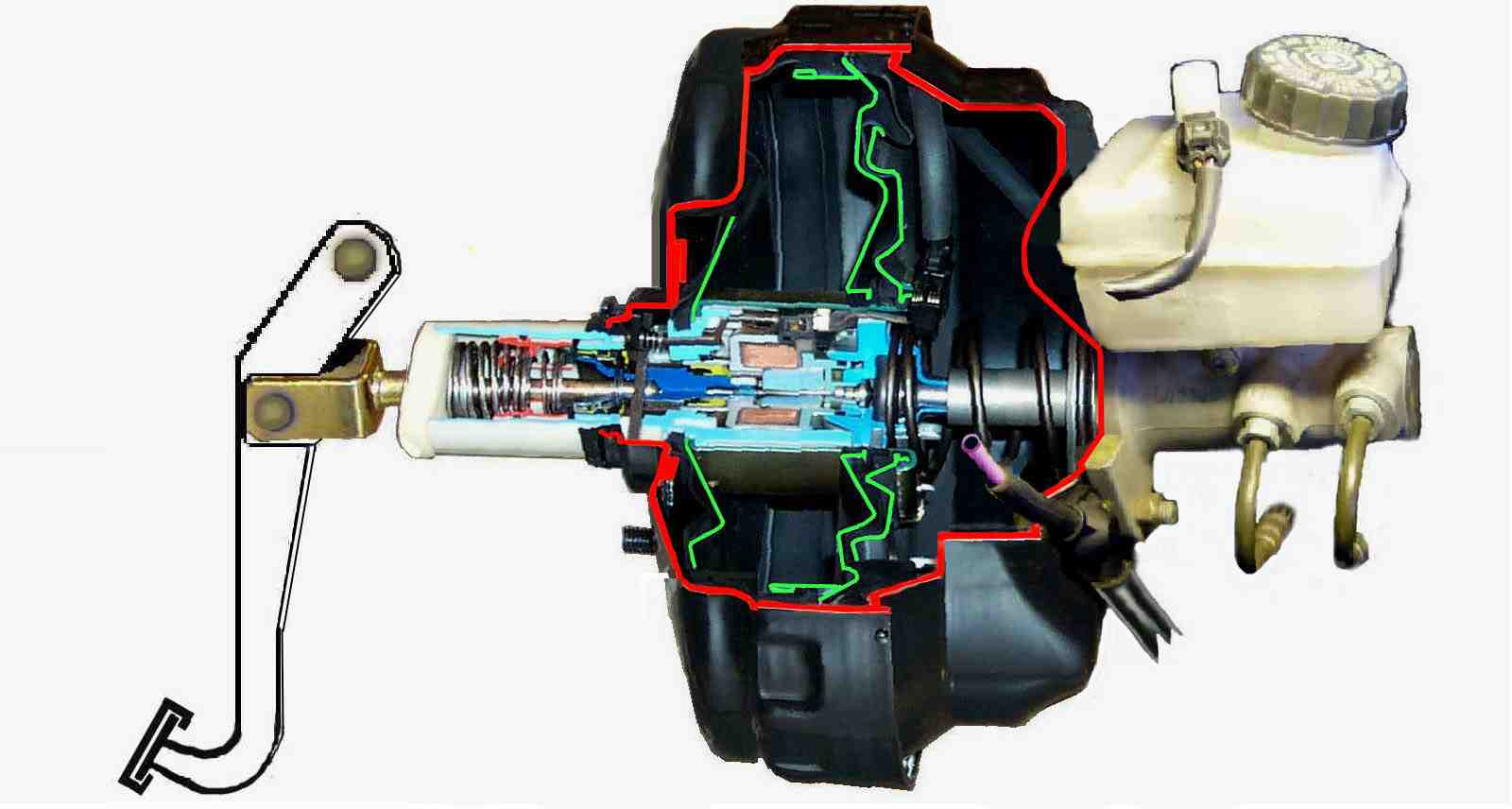
secció d'un servofrè, amb el pedal a l'esquerra i la bomba a la dreta

El més comú en els automòbils del segle XX és el “servofrè de buit”, que subministra una “ajuda al pedal del fre” i que està connectat al col·lector d'admissió del motor, aprofitant el buit que allí es genera quan es deixa de prèmer el pedal de l'accelerador. Ideat en l'època dels frens mecànics, es tracta d'un sistema pneumàtic, que aprofita la depressió o el buit generat en el col·lector d'admissió del motor d'explosió per a desmultiplicar l'esforç que fa el conductor amb el seu peu sobre el pedal del fre.En els motors dièsel aquesta depressió no existeix causa de l'absència de papallona, de manera que s'obté a través d'una bomba de buit o depressora.
El buit crea una depressió en una cambra que actua sobre un èmbol contingut dins d'ella, en obrir una vàlvula quan s'acciona el pedal de fre, la vàlvula permet el pas de la pressió atmosfèrica a l'altra banda de l'èmbol, fent que aquest es desplaci. L'èmbol actua per mitjançant el seu plançó sobre el pistó de la bomba principal de fre hidràulic generant en els dispositius situats a les rodes del vehicle (fre de tambor o de disc) una força de frenada encara més gran, a causa del Principi de Pascal. En efecte, si l'àrea de la secció del pistó de la bomba és la meitat de l'àrea de la secció dels pistons dels discos o dels tambors de fre, la força hidràulica que es transmet és el doble.